# Macroplata
 Macroplata  (Gr. = „große Platte“) war ein Vertreter der Plesiosaurier aus dem Unterjura. Die Tiere wurden 4,5 bis 5 Meter lang, hatten einen 60 bis 70 Zentimeter langen Schädel, mit einer schmalen, krokodilartig lang ausgezogenen Schnauze und einen Hals, der die doppelte Schädellänge erreichte und von 29 kurzen Halswirbeln gestützt wurde. Namensgebend für die Gattung waren die plattenartig vergrößerten Schulterblätter.
Zwei Arten wurden beschrieben, die Typusart Macroplata tenuiceps aus dem Hettangium, dessen fast vollständiges Skelett in Warwickshire in Mittelengland gefunden wurden, sowie Macroplata longirostris aus dem Toarcium von Whitby in der Grafschaft Yorkshire.

## Quelle
- Palæos Macroplata